# Mazda 727C
O Mazda 727C foi um protótipo de carro de corrida construído pela Mazdaspeed para as 24 Horas de Le Mans. Ele substituiu o Mazda 717C.
Dois 727Cs foram inscritos nas 24 Horas de Le Mans em 1984, terminaram a corrida em 4 º e  6 º na classe C2. O 727C foi substituído pelo Mazda 737C, em 1985.